# Johannes Ording
Johannes Ording, född 19 januari 1869 i Drammen, död 25 januari 1929 på Stabekk, var en norsk teolog, far till historikern Arne Ording.
Ording blev teologie kandidat 1893 och var personell kaplan i Kristiania till 1900, varefter han helt ägnade sig åt studiet av vetenskaplig teologi. Då han 1903 tävlade om en teologisk professur framkallade hans provföreläsning en långvarig och bitter strid mellan den av Ording representerade nyare teologiska riktningen och den konservativa, representerad i synnerhet av professor Sigurd Odland, som lämnade sin befattning, då Ording 1906 erhöll den sökta professuren. En annan följd av striden blev att Odland i gick i spetsen för upprättandet av en fristående prästutbildning utanför universitetet med namnet  Det teologiske Menighetsfakultet. Den  startade sin verksamhet 1908.
Ording författade bland annat Den religiøse erkjendelse, dens art og vishet (tävlingsskrift, 1903), som 1904 gav honom teologie doktorsgrad, Dogmatikens opgave og betydning (1905), Om forskjellen mellem den lutherske og den reformerte kristendom (1906) och de i "Samtiden" (1908) införda uppsatserna Det religiøse spørsmaal och Religionen.